# Larry Hogan
Lawrence Joseph "Larry" Hogan, Jr. (Washington D. C., 25 de mayo de 1956) es un político estadounidense que desde 2015 a 2023 fue el gobernador de Maryland. Miembro del Partido Republicano, es el fundador y presidente de Hogan Companies, una firma de bienes raíces. Hogan se despidió de su negocio en 2003 para servir como secretario de Nombramientos, en el gobierno de Bob Ehrlich. En 2011, Hogan fundó la organización Change Maryland, la cual usó para promocionar su exitosa candidatura a gobernador en 2014. En 2018 fue reelegido para el cargo.
Hogan es candidato en las próximas elecciones al Senado de los Estados Unidos de 2024 en Maryland. Después de ganar las primarias republicanas a Robin Ficker, entre otros, se enfrentará a la ejecutiva del condado de Prince George Angela Alsobrooks en las elecciones generales.

## Familia y educación
Hogan nació en 1956 en Washington D. C.. Su padre, Lawrence Hogan, Sr., se desempeñó como miembro del Congreso del quinto distrito de Maryland desde 1969 hasta 1975 y como Ejecutivo del Condado de Prince George's desde 1978 hasta 1982. Hogan asistió a la DeMatha Catholic High School en Maryland y se graduó en la Father Lopez Catholic High School de Florida en 1974.
Hogan asistió a la Universidad Estatal de la Florida desde 1974 hasta 1978, donde obtuvo una Licenciatura en Gobierno y Ciencias Políticas.

## Carrera comercial
Hogan fundó su negocio de bienes raíces, Hogan Empresas, en 1985. Desde entonces, la compañía ha manejado más de dos mil millones de dólares en transacciones de bienes raíces.

## Carrera política y civil
Como hijo del congresista Lawrence Hogan Sr., Hogan fue expuesto a la política a una edad joven y trabajó en muchos aspectos de la política, incluyendo las campañas políticas y los referendos ciudadanos. Hogan sirvió como Delegado a la Convención Nacional Republicana en 1976, 1980, 1984 y 1988. Servio en el gabinete de Bob Ehrlich como Secretario de Nombramientos del 2003 hasta 2007. En 1992, él desafió el ahora líder demócrata Steny Hoyer en la elección del Congreso, a pesar de que perdió fue la carrera más competitiva que Hoyer ha tenido. Hoyer obtuvo el 55 %, Hogan consiguió el 45 % Hogan anunció formalmente su campaña para gobernador de Maryland, en el 21 de enero de 2014. El 29 de enero de 2014, Hogan anunció su compañero de fórmula, el exsecretario de Maryland de Servicios Generales Boyd Rutherford. El 24 de junio de 2014, Hogan y Rutherford ganaron las primarias republicanas, y recibieron el 43 % de los votos. Se enfrentaron y derrotaron al candidato demócrata, el vicegobernador Anthony Brown el 4 de noviembre de 2014.
Resultados de las elecciones para gobernador de Maryland de 2014
| Candidato Gobernador / Vicegobernador | Candidato Gobernador / Vicegobernador | Partido         | Voto popular | Porcentaje |
| ------------------------------------- | ------------------------------------- | --------------- | ------------ | ---------- |
|                                       | Larry Hogan / Boyd Rutherford         | Republicano     | 884,400      | 51,03 %    |
|                                       | Anthony Brown / Ken Ulman             | Demócrata       | 818,890      | 47,25 %    |
|                                       | Shawn Quinn / Lorenzo Gaztanaga       | Libertario      | 25,382       | 1,46 %     |
|                                       | Otros                                 | varios/escritos | 4,505        | 0,26 %     |
| Total                                 | Total                                 | Todos           | 1,733,177    | 100,00 %   |

## Gobernación
Hogan asumió el cargo de gobernador el 21 de enero de 2015. Al asumir, su plan fue reducir los impuestos y equilibrar el presupuesto.

## Vida personal
Vive con su esposa, Yumi en Anne Arundel. Yumi es artista coreana-americana e instructora adjunto en Maryland Institute College of Art de. La pareja tiene tres hijas.